# Statsreformerne i Belgien
Statsreformerne i Belgien (nederlandsk: Staatshervorming, fransk: réforme de l'État) var en serie grundlovsreformer, der gradvist omdannede Belgien fra en enhedsstat til en forbundsstat.
Statsreformerne opdeler Belgien i tre sproglige fællesskaber, tre geografiske regioner og fire sprogområder. Dette betyder, at der nu er fem regionale eller sproglige parlamenter i Belgien. Da der er et vist overlap mellem områderne, er det tilstrækkeligt med Belgiens føderale parlament og de fem lokale parlamenter. Hvert af de seks parlamenter danner baggrund for en regering.
Baggrunden for statsreformerne var langvarige gnidninger mellem det nederlandsktalende Flandern i nord og vest og det fransktalende Vallonien i syd og øst. Dertil kommer hovedstaden Bruxelles, der er tosproget, og det tysktalende område Eupen-Malmédy i det østlige Vallonien.

## 1970: Første belgiske statsreform
Efter krav fra flamlænderne blev Belgien opdelt i tre sprogligt-kulturelle fællesskaber (nederlandsk, fransk og tysk). Efter krav fra vallonerne blev Belgien opdelt i tre geografiske områder (Flandern, Vallonien og Bruxelles).

## 1980: Anden belgiske statsreform
De tre sprogligt-kulturelle fællesskaber får flere kompetencer. Flandern og Vallonien bliver omdannet til regioner. (Bruxelles-regionen kommer først til i 1989). Der oprettes lokale parlamenter og lokalregeringer i regionerne og i de sproglige fællesskaber 

## 1988–1989: Tredje belgiske statsreform
Uddannelse overføres fra centralregeringen til de sprogligt-kulturelle fællesskaber. Regionen Bruxelles oprettes.

## 1993: Fjerde belgiske statsreform
Belgien omdannes principielt til en forbundsstat, men i praksis har centralregeringen stadig mange beføjelser. Sproglige fællesskaber og regioner får mere frihed. Der indføres direkte valg til de lokale parlamenter.

## 2001: Femte belgiske statsreform
Regionerne overtager landbrug og tilsyn med kommunerne. Ny finansiering af sproglige fællesskaber og regioner gennemføres.

## 2011: Sjette belgiske statsreform
Denne statsreform kommer i kølvandet på Den politiske krise i Belgien 2007-11.
Valgkredsen Brussel-Halle-Vilvoorde bliver delt i to. Halle-Vilvoorde bliver en nederlandsksproget valgkreds, og Brussel bliver en tosproget valgkreds. Der gennemføres endnu en finansieringsreform for de sproglige fællesskaber og for regionerne.
Statsminister Elio Di Rupo er hovedmanden bag aftalen. Han er kendt for sine butterfly, og aftalen populære navn blev Butterfly-aftalen (nederlandsk: Vlinderakkoord, fransk: L'accord papillon).